# 菲廷定理
菲廷（德語：Fitting）定理是群論中冪零子群的一條定理，由漢斯·菲廷證明。定理敘述如下：
若M和N是群G的冪零正規子群，則其乘積MN也是G的冪零正規子群。若M是冪零類m，N是冪零類n，則MN冪零類不大於m+n。
因此可知有限多個冪零正規子群生成的子群也是冪零群。這結果可以證明某些類的群（包括所有有限群）的菲廷子群是冪零群。但是無限多個冪零子群生成的子群不一定是冪零群。
用序理論的詞彙來說，菲廷定理的一部份可以表達為冪零正規子群族是一個子群格。

## 外部連結
- Fitting's Theorem at PlanetMath.